# Michel Cépède
Michel Cépède (1908-1988) : professeur d'économie et de sociologie rurale à l'Institut national agronomique de 1947 à 1979, directeur des études économiques et du plan au ministère de l'Agriculture de 1957 à 1959, secrétaire général puis président du Comité interministériel de l'alimentation et de l'agriculture de 1957 à 1984, a été président de l'Organisation des Nations unies pour l'alimentation et l'agriculture de 1969 à 1973 et président du Comité français de la campagne mondiale contre la faim de 1970 à 1985. Il a été pressenti comme recteur de l'Université mondiale.
Entré en 1935 à la SFIO dans la fédération de l'Yonne, sous le pseudonyme de Marc Lavergne, c'est en tant qu'expert des questions agricoles qu'il apporte son concours au parti socialiste : il participe à des cabinets ministériels (Tanguy-Prigent, Guy Mollet, Kléber Loustau), intervient à la Commission des affaires internationales de la SFIO. Il est secrétaire général de l'OURS de 1982 à sa mort.
Il est le père de Denis Cépède, et le grand-père de Frédéric et d'Isabelle Cépède-Lacoste,.